# Jüdischer Friedhof Wschodnia-Straße (Białystok)

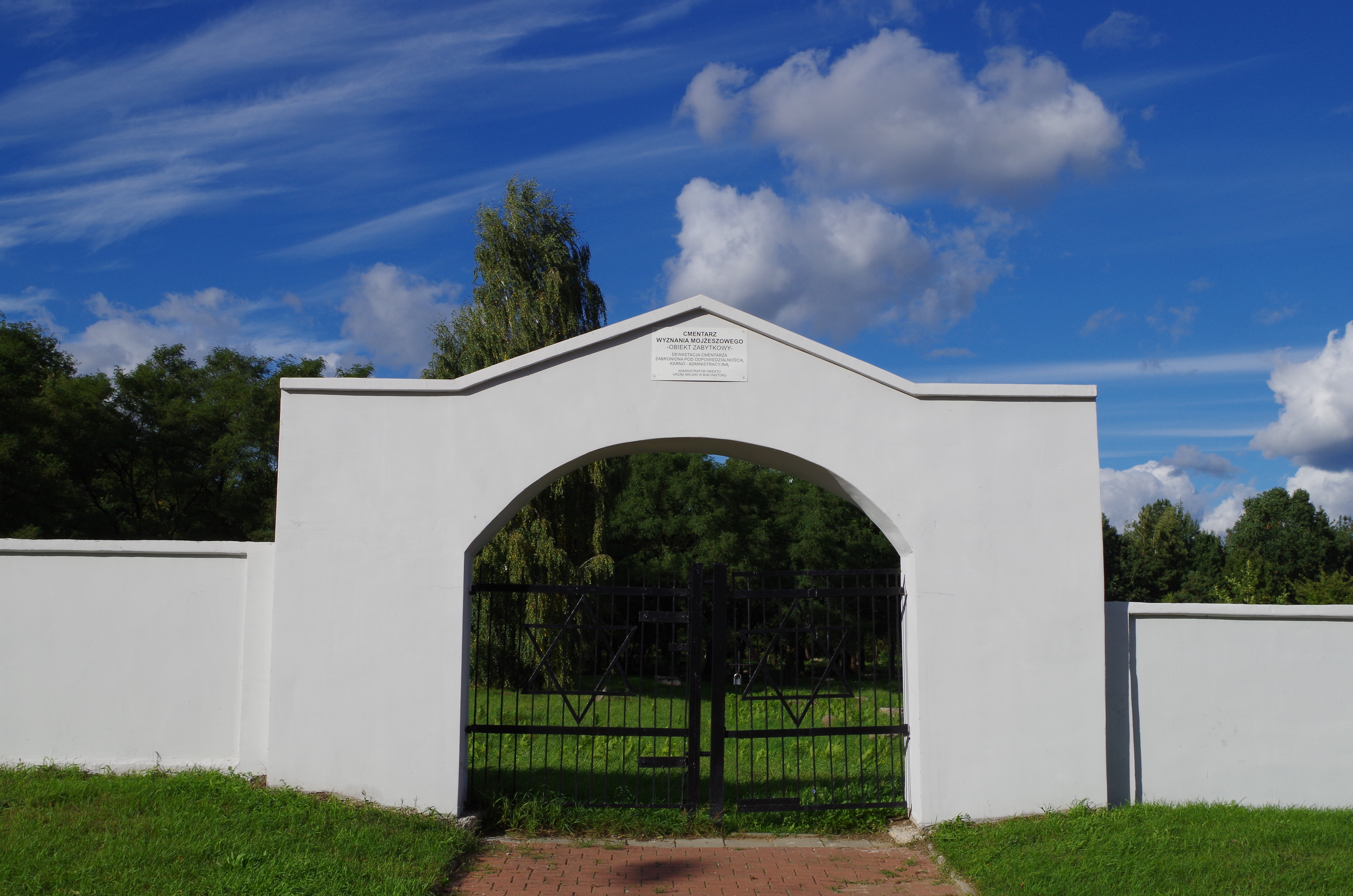
Eingang zum jüdischen Friedhof

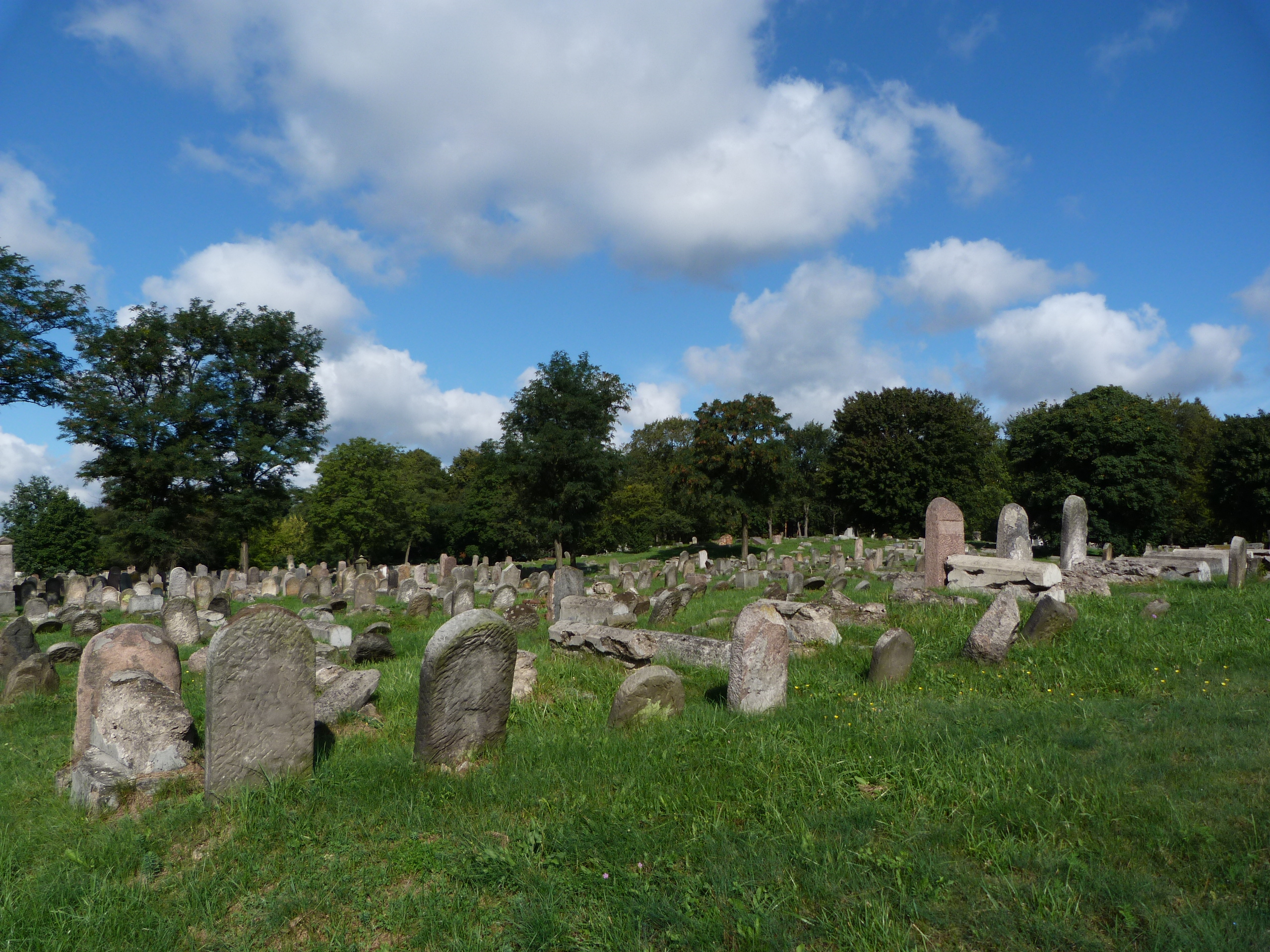
Jüdischer Friedhof

Der Jüdische Friedhof in der Wschodnia-Straße von Białystok, einer polnischen Stadt in der Woiwodschaft Podlachien, wurde um 1890 nach der Schließung des alten Friedhofs in der Kalinowski-Straße angelegt. Der jüdische Friedhof ist ein geschütztes Kulturdenkmal, er wird von einer Ziegelmauer umgeben.
Er ist der einzige erhaltene jüdische Friedhof in Bialystok und einer der größten jüdischen Friedhöfe in Polen. Auf einer Fläche von 12,5 ha sind etwa 6000 Grabsteine erhalten, der älteste stammt aus dem Jahr 1876. Die Grabsteine wurden aus Marmor, Granit, Kalk- und Sandstein hergestellt. Die Inschriften wurden auf Hebräisch, Jiddisch, Polnisch, Russisch und Deutsch verfasst.
Auf dem Friedhofsgelände lagen zwei Gebäude: das Taharahaus und das Haus des Friedhofswärters und Totengräbers. Das letzte Begräbnis fand 1969 statt. Am 17. Juli 1973 wurde der Friedhof definitiv geschlossen.

## Denkmäler
Auf dem Friedhof steht ein vor dem Zweiten Weltkrieg enthülltes Denkmal, das an die Opfer des Pogroms erinnert, das die Russen 1906 gegen die Juden verübt hatten. Bei diesem Pogrom kamen circa 90 Juden ums Leben. Auf dem schwarzen Stein sind die Namen der Opfer des Pogroms eingemeißelt.

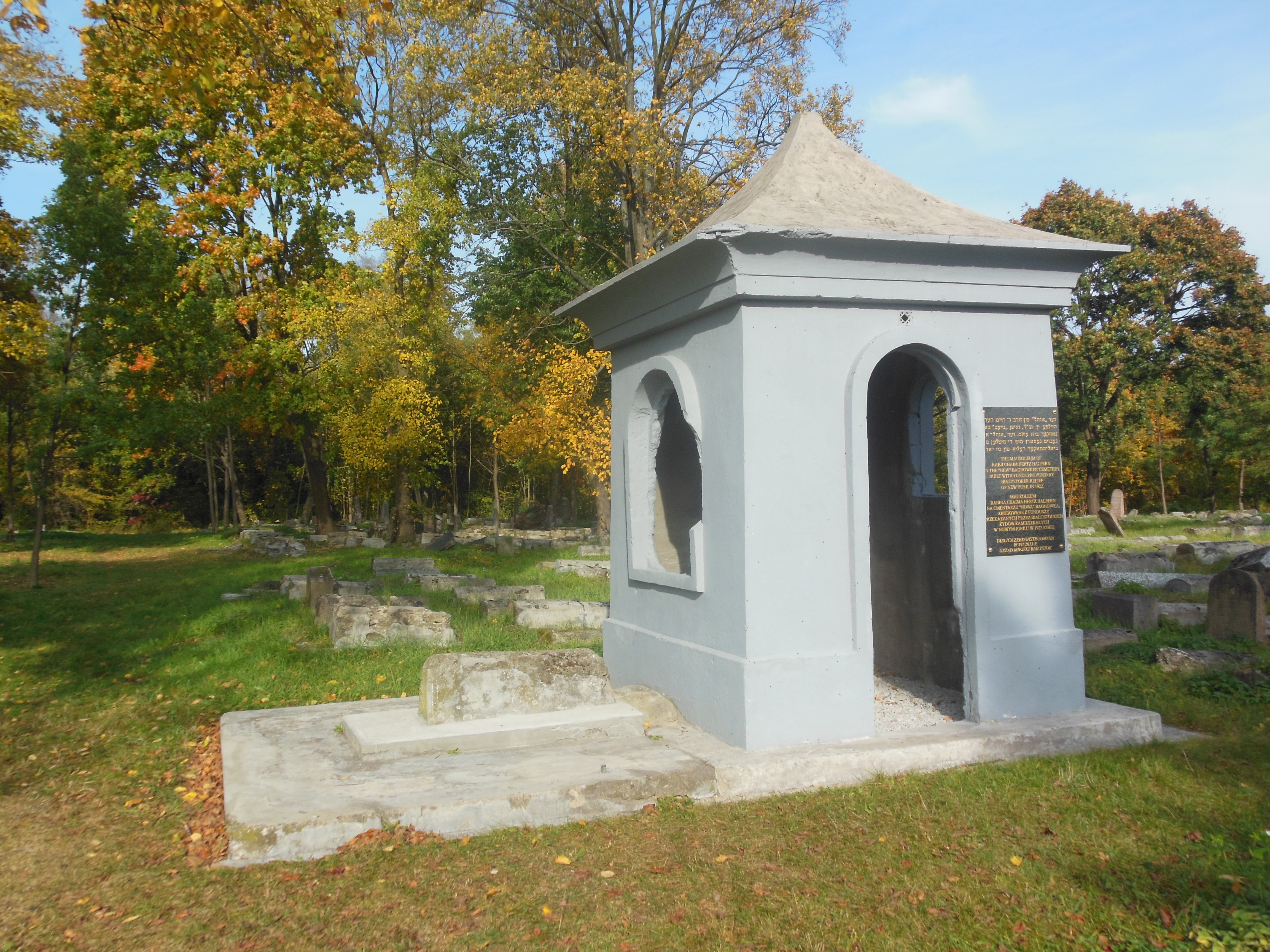
Mausoleum für Rabbiner Chaim Herz Halpern

## Bestattete Persönlichkeiten
- Chaim Herz Halpern (gest. 1919), Rabbiner